# Liste des planètes mineures (605001-606000)
Voici la liste des planètes mineures numérotées de 605001 à 606000. Les planètes mineures sont numérotées lorsque leur orbite est confirmée, ce qui peut parfois se produire longtemps après leur découverte. Elles sont classées ici par leur numéro.

## Planètes mineures 605001 à 606000
- (605001) 2015 XW398
- (605002) 2015 XW402
- (605003) 2015 XZ408
- (605004) 2015 XT421
- (605005) 2015 XJ441
- (605006) 2015 XS448
- (605007) 2015 XE450
- (605008) 2015 XW460
- (605009) 2015 XS478
- (605010) 2015 XY478
- (605011) 2015 YM
- (605012) 2015 YD21
- (605013) 2015 YZ25
- (605014) 2015 YU29
- (605015) 2016 AN3
- (605016) 2016 AR5
- (605017) 2016 AW24
- (605018) 2016 AL30
- (605019) 2016 AK33
- (605020) 2016 AF34
- (605021) 2016 AP36
- (605022) 2016 AQ41
- (605023) 2016 AF50
- (605024) 2016 AL58
- (605025) 2016 AH62
- (605026) 2016 AH69
- (605027) 2016 AH73
- (605028) 2016 AM83
- (605029) 2016 AP91
- (605030) 2016 AO119
- (605031) 2016 AY120
- (605032) 2016 AD132
- (605033) 2016 AM132
- (605034) 2016 AH141
- (605035) 2016 AV147
- (605036) 2016 AO151
- (605037) 2016 AZ159
- (605038) 2016 AR170
- (605039) 2016 AT172
- (605040) 2016 AB177
- (605041) 2016 AN179
- (605042) 2016 AE180
- (605043) 2016 AW181
- (605044) 2016 AP183
- (605045) 2016 AB189
- (605046) 2016 AO194
- (605047) 2016 AA196
- (605048) 2016 AW198
- (605049) 2016 AT224
- (605050) 2016 AM232
- (605051) 2016 AY232
- (605052) 2016 AM237
- (605053) 2016 AF278
- (605054) 2016 AF279
- (605055) 2016 AP280
- (605056) 2016 AY299
- (605057) 2016 AO301
- (605058) 2016 AD303
- (605059) 2016 AR321
- (605060) 2016 AC348
- (605061) 2016 AN350
- (605062) 2016 AS354
- (605063) 2016 BJ
- (605064) 2016 BL
- (605065) 2016 BV2
- (605066) 2016 BY19
- (605067) 2016 BH21
- (605068) 2016 BF32
- (605069) 2016 BH37
- (605070) 2016 BT39
- (605071) 2016 BB41
- (605072) 2016 BK44
- (605073) 2016 BY51
- (605074) 2016 BR52
- (605075) 2016 BZ56
- (605076) 2016 BW60
- (605077) 2016 BT71
- (605078) 2016 BV72
- (605079) 2016 BQ86
- (605080) 2016 BE90
- (605081) 2016 BA93
- (605082) 2016 BA99
- (605083) 2016 CF4
- (605084) 2016 CX7
- (605085) 2016 CZ11
- (605086) 2016 CG21
- (605087) 2016 CV29
- (605088) 2016 CT36
- (605089) 2016 CF40
- (605090) 2016 CV41
- (605091) 2016 CS47
- (605092) 2016 CV47
- (605093) 2016 CE50
- (605094) 2016 CM52
- (605095) 2016 CA57
- (605096) 2016 CB62
- (605097) 2016 CN62
- (605098) 2016 CS63
- (605099) 2016 CU68
- (605100) 2016 CO73
- (605101) 2016 CS78
- (605102) 2016 CX86
- (605103) 2016 CU88
- (605104) 2016 CU101
- (605105) 2016 CT107
- (605106) 2016 CU107
- (605107) 2016 CZ112
- (605108) 2016 CB117
- (605109) 2016 CZ120
- (605110) 2016 CK131
- (605111) 2016 CN131
- (605112) 2016 CB141
- (605113) 2016 CM144
- (605114) 2016 CW146
- (605115) 2016 CA148
- (605116) 2016 CJ149
- (605117) 2016 CS149
- (605118) 2016 CE152
- (605119) 2016 CB166
- (605120) 2016 CF166
- (605121) 2016 CU188
- (605122) 2016 CT193
- (605123) 2016 CZ199
- (605124) 2016 CS200
- (605125) 2016 CU200
- (605126) 2016 CJ201
- (605127) 2016 CD207
- (605128) 2016 CF212
- (605129) 2016 CO221
- (605130) 2016 CL234
- (605131) 2016 CZ246
- (605132) 2016 CH249
- (605133) 2016 CP254
- (605134) 2016 CG259
- (605135) 2016 CP259
- (605136) 2016 CH260
- (605137) 2016 CX262
- (605138) 2016 CL272
- (605139) 2016 CJ280
- (605140) 2016 CL283
- (605141) 2016 CB284
- (605142) 2016 CW285
- (605143) 2016 CY288
- (605144) 2016 CU290
- (605145) 2016 CW292
- (605146) 2016 CH293
- (605147) 2016 CF294
- (605148) 2016 CL295
- (605149) 2016 CE304
- (605150) 2016 CY308
- (605151) 2016 CT323
- (605152) 2016 CK325
- (605153) 2016 CJ326
- (605154) 2016 CT330
- (605155) 2016 CP331
- (605156) 2016 CC332
- (605157) 2016 CN336
- (605158) 2016 CY339
- (605159) 2016 CG345
- (605160) 2016 CJ345
- (605161) 2016 CN356
- (605162) 2016 CR356
- (605163) 2016 CQ358
- (605164) 2016 CN379
- (605165) 2016 CF382
- (605166) 2016 DX8
- (605167) 2016 DG11
- (605168) 2016 DO15
- (605169) 2016 DR15
- (605170) 2016 DA18
- (605171) 2016 DL19
- (605172) 2016 DO19
- (605173) 2016 DO20
- (605174) 2016 DX23
- (605175) 2016 DT24
- (605176) 2016 DJ25
- (605177) 2016 DL26
- (605178) 2016 DH28
- (605179) 2016 DK29
- (605180) 2016 DC31
- (605181) 2016 DM35
- (605182) 2016 DE38
- (605183) 2016 EE7
- (605184) 2016 ET8
- (605185) 2016 EV8
- (605186) 2016 EN10
- (605187) 2016 EE17
- (605188) 2016 EG27
- (605189) 2016 EA29
- (605190) 2016 EG30
- (605191) 2016 EY41
- (605192) 2016 EE44
- (605193) 2016 EP45
- (605194) 2016 EQ59
- (605195) 2016 EY65
- (605196) 2016 EX71
- (605197) 2016 EF78
- (605198) 2016 EM96
- (605199) 2016 EE97
- (605200) 2016 EG111
- (605201) 2016 EW112
- (605202) 2016 EF119
- (605203) 2016 EO121
- (605204) 2016 EU122
- (605205) 2016 EU125
- (605206) 2016 ED127
- (605207) 2016 EL127
- (605208) 2016 EC128
- (605209) 2016 EZ129
- (605210) 2016 EA131
- (605211) 2016 EZ131
- (605212) 2016 EJ132
- (605213) 2016 EQ135
- (605214) 2016 EN137
- (605215) 2016 EN138
- (605216) 2016 EN139
- (605217) 2016 EU140
- (605218) 2016 EW142
- (605219) 2016 EM143
- (605220) 2016 EO143
- (605221) 2016 EL144
- (605222) 2016 EN144
- (605223) 2016 EN145
- (605224) 2016 EN146
- (605225) 2016 EC147
- (605226) 2016 EO150
- (605227) 2016 ET150
- (605228) 2016 EW150
- (605229) 2016 EB151
- (605230) 2016 EG151
- (605231) 2016 EO151
- (605232) 2016 EW159
- (605233) 2016 EG161
- (605234) 2016 ER165
- (605235) 2016 EZ165
- (605236) 2016 EK167
- (605237) 2016 EV178
- (605238) 2016 EG194
- (605239) 2016 EV194
- (605240) 2016 EY196
- (605241) 2016 EK197
- (605242) 2016 EA200
- (605243) 2016 EL216
- (605244) 2016 EU216
- (605245) 2016 ET220
- (605246) 2016 ED222
- (605247) 2016 EJ223
- (605248) 2016 ES230
- (605249) 2016 EY232
- (605250) 2016 ED233
- (605251) 2016 EW249
- (605252) 2016 EA250
- (605253) 2016 EL266
- (605254) 2016 EA273
- (605255) 2016 EJ301
- (605256) 2016 EV309
- (605257) 2016 FV11
- (605258) 2016 FB19
- (605259) 2016 FK22
- (605260) 2016 FL23
- (605261) 2016 FH24
- (605262) 2016 FU24
- (605263) 2016 FZ24
- (605264) 2016 FF27
- (605265) 2016 FD28
- (605266) 2016 FO35
- (605267) 2016 FM36
- (605268) 2016 FC41
- (605269) 2016 FO41
- (605270) 2016 FC42
- (605271) 2016 FQ45
- (605272) 2016 FV45
- (605273) 2016 FW45
- (605274) 2016 FZ49
- (605275) 2016 FU51
- (605276) 2016 FH53
- (605277) 2016 FT55
- (605278) 2016 FC56
- (605279) 2016 FF56
- (605280) 2016 FG56
- (605281) 2016 FR63
- (605282) 2016 FS65
- (605283) 2016 FE67
- (605284) 2016 FU67
- (605285) 2016 FJ68
- (605286) 2016 FL73
- (605287) 2016 GX3
- (605288) 2016 GA9
- (605289) 2016 GE9
- (605290) 2016 GG10
- (605291) 2016 GZ12
- (605292) 2016 GM13
- (605293) 2016 GV17
- (605294) 2016 GB21
- (605295) 2016 GM23
- (605296) 2016 GK24
- (605297) 2016 GA27
- (605298) 2016 GA29
- (605299) 2016 GT30
- (605300) 2016 GG31
- (605301) 2016 GQ33
- (605302) 2016 GV33
- (605303) 2016 GL35
- (605304) 2016 GE36
- (605305) 2016 GM45
- (605306) 2016 GE47
- (605307) 2016 GT54
- (605308) 2016 GQ55
- (605309) 2016 GP62
- (605310) 2016 GF68
- (605311) 2016 GW70
- (605312) 2016 GO73
- (605313) 2016 GW73
- (605314) 2016 GM77
- (605315) 2016 GG78
- (605316) 2016 GM82
- (605317) 2016 GK86
- (605318) 2016 GS89
- (605319) 2016 GU91
- (605320) 2016 GE92
- (605321) 2016 GU94
- (605322) 2016 GU95
- (605323) 2016 GA100
- (605324) 2016 GH100
- (605325) 2016 GD102
- (605326) 2016 GF102
- (605327) 2016 GD103
- (605328) 2016 GR104
- (605329) 2016 GE105
- (605330) 2016 GM108
- (605331) 2016 GW108
- (605332) 2016 GN113
- (605333) 2016 GP116
- (605334) 2016 GB126
- (605335) 2016 GX126
- (605336) 2016 GQ130
- (605337) 2016 GZ131
- (605338) 2016 GT134
- (605339) 2016 GU135
- (605340) 2016 GO138
- (605341) 2016 GM139
- (605342) 2016 GO139
- (605343) 2016 GW140
- (605344) 2016 GW142
- (605345) 2016 GN143
- (605346) 2016 GE144
- (605347) 2016 GM146
- (605348) 2016 GE147
- (605349) 2016 GY148
- (605350) 2016 GF154
- (605351) 2016 GK157
- (605352) 2016 GW160
- (605353) 2016 GR162
- (605354) 2016 GD163
- (605355) 2016 GF163
- (605356) 2016 GJ167
- (605357) 2016 GC168
- (605358) 2016 GD173
- (605359) 2016 GU175
- (605360) 2016 GF176
- (605361) 2016 GN176
- (605362) 2016 GY176
- (605363) 2016 GO177
- (605364) 2016 GR177
- (605365) 2016 GG178
- (605366) 2016 GF185
- (605367) 2016 GO187
- (605368) 2016 GQ190
- (605369) 2016 GU191
- (605370) 2016 GY191
- (605371) 2016 GA192
- (605372) 2016 GH192
- (605373) 2016 GE193
- (605374) 2016 GO193
- (605375) 2016 GN198
- (605376) 2016 GU199
- (605377) 2016 GA203
- (605378) 2016 GB204
- (605379) 2016 GG204
- (605380) 2016 GD206
- (605381) 2016 GF206
- (605382) 2016 GQ207
- (605383) 2016 GY208
- (605384) 2016 GS212
- (605385) 2016 GP213
- (605386) 2016 GC224
- (605387) 2016 GE224
- (605388) 2016 GA225
- (605389) 2016 GM225
- (605390) 2016 GN227
- (605391) 2016 GV229
- (605392) 2016 GP234
- (605393) 2016 GM240
- (605394) 2016 GA242
- (605395) 2016 GJ242
- (605396) 2016 GC244
- (605397) 2016 GR244
- (605398) 2016 GO250
- (605399) 2016 GE251
- (605400) 2016 GW251
- (605401) 2016 GF252
- (605402) 2016 GJ260
- (605403) 2016 GL260
- (605404) 2016 GF267
- (605405) 2016 GH268
- (605406) 2016 GR268
- (605407) 2016 GO282
- (605408) 2016 GX284
- (605409) 2016 GD291
- (605410) 2016 GL300
- (605411) 2016 GC305
- (605412) 2016 GW305
- (605413) 2016 HG
- (605414) 2016 HN7
- (605415) 2016 HP8
- (605416) 2016 HW18
- (605417) 2016 HR20
- (605418) 2016 HR31
- (605419) 2016 JV4
- (605420) 2016 JA7
- (605421) 2016 JR8
- (605422) 2016 JZ8
- (605423) 2016 JF14
- (605424) 2016 JA17
- (605425) 2016 JE24
- (605426) 2016 JF24
- (605427) 2016 JG24
- (605428) 2016 JO26
- (605429) 2016 JF28
- (605430) 2016 JY35
- (605431) 2016 JP37
- (605432) 2016 JZ40
- (605433) 2016 JL41
- (605434) 2016 JW41
- (605435) 2016 JE42
- (605436) 2016 KR1
- (605437) 2016 KT1
- (605438) 2016 KM5
- (605439) 2016 LW
- (605440) 2016 LU3
- (605441) 2016 LY4
- (605442) 2016 LT7
- (605443) 2016 LY12
- (605444) 2016 LY20
- (605445) 2016 LP22
- (605446) 2016 LY23
- (605447) 2016 LN24
- (605448) 2016 LD27
- (605449) 2016 LP28
- (605450) 2016 LU30
- (605451) 2016 LR37
- (605452) 2016 LM39
- (605453) 2016 LC43
- (605454) 2016 LA45
- (605455) 2016 LR54
- (605456) 2016 LW55
- (605457) 2016 LH56
- (605458) 2016 LP57
- (605459) 2016 LF58
- (605460) 2016 LJ60
- (605461) 2016 LB61
- (605462) 2016 LR61
- (605463) 2016 LT61
- (605464) 2016 LC62
- (605465) 2016 LN64
- (605466) 2016 LG66
- (605467) 2016 LZ67
- (605468) 2016 LG68
- (605469) 2016 LO76
- (605470) 2016 LQ76
- (605471) 2016 LM80
- (605472) 2016 ME
- (605473) 2016 MO1
- (605474) 2016 ME2
- (605475) 2016 MP2
- (605476) 2016 MO3
- (605477) 2016 MR3
- (605478) 2016 NM
- (605479) 2016 NM5
- (605480) 2016 NO7
- (605481) 2016 NN8
- (605482) 2016 NN11
- (605483) 2016 NH12
- (605484) 2016 NU12
- (605485) 2016 ND13
- (605486) 2016 NG16
- (605487) 2016 NL18
- (605488) 2016 NO19
- (605489) 2016 NW22
- (605490) 2016 NZ24
- (605491) 2016 NQ25
- (605492) 2016 ND27
- (605493) 2016 NH28
- (605494) 2016 ND32
- (605495) 2016 NC36
- (605496) 2016 NV39
- (605497) 2016 NO42
- (605498) 2016 NQ42
- (605499) Krupko
- (605500) 2016 NP44
- (605501) 2016 NO47
- (605502) 2016 NF48
- (605503) 2016 NZ48
- (605504) 2016 NX51
- (605505) 2016 NR63
- (605506) 2016 ND67
- (605507) 2016 NW67
- (605508) 2016 NP68
- (605509) 2016 NN69
- (605510) 2016 NP69
- (605511) 2016 NP71
- (605512) 2016 NO72
- (605513) 2016 NX74
- (605514) 2016 NO75
- (605515) 2016 NV76
- (605516) 2016 NP77
- (605517) 2016 NY77
- (605518) 2016 NW82
- (605519) 2016 NU83
- (605520) 2016 NK87
- (605521) 2016 NP87
- (605522) 2016 NY88
- (605523) 2016 NF89
- (605524) 2016 NP96
- (605525) 2016 NC105
- (605526) 2016 NO109
- (605527) 2016 NM110
- (605528) 2016 NU112
- (605529) 2016 NM119
- (605530) 2016 NO119
- (605531) 2016 NX119
- (605532) 2016 NM135
- (605533) 2016 OZ1
- (605534) 2016 OK3
- (605535) 2016 OL3
- (605536) 2016 OJ6
- (605537) 2016 OX6
- (605538) 2016 PW5
- (605539) 2016 PA6
- (605540) 2016 PT6
- (605541) 2016 PP7
- (605542) 2016 PS11
- (605543) 2016 PA12
- (605544) 2016 PR12
- (605545) 2016 PW12
- (605546) 2016 PH13
- (605547) 2016 PN15
- (605548) 2016 PA20
- (605549) 2016 PE22
- (605550) 2016 PR24
- (605551) 2016 PO26
- (605552) 2016 PK29
- (605553) 2016 PK33
- (605554) 2016 PG34
- (605555) 2016 PX37
- (605556) 2016 PS40
- (605557) 2016 PN42
- (605558) 2016 PU43
- (605559) 2016 PY45
- (605560) 2016 PF46
- (605561) 2016 PN46
- (605562) 2016 PY54
- (605563) 2016 PP56
- (605564) 2016 PO68
- (605565) 2016 PX70
- (605566) 2016 PD72
- (605567) 2016 PY72
- (605568) 2016 PT73
- (605569) 2016 PU78
- (605570) 2016 PE85
- (605571) 2016 PX97
- (605572) 2016 PU99
- (605573) 2016 PY100
- (605574) 2016 PS101
- (605575) 2016 PT101
- (605576) 2016 PR102
- (605577) 2016 PJ103
- (605578) 2016 PE106
- (605579) 2016 PJ107
- (605580) 2016 PD108
- (605581) 2016 PQ113
- (605582) 2016 PV113
- (605583) 2016 PB115
- (605584) 2016 PJ116
- (605585) 2016 PT117
- (605586) 2016 PZ118
- (605587) 2016 PK122
- (605588) 2016 PU123
- (605589) 2016 PE128
- (605590) 2016 PF132
- (605591) 2016 PO143
- (605592) 2016 PV146
- (605593) 2016 PM151
- (605594) 2016 PY174
- (605595) 2016 PC184
- (605596) 2016 PE186
- (605597) 2016 PY218
- (605598) 2016 QN
- (605599) 2016 QW
- (605600) 2016 QX
- (605601) 2016 QC4
- (605602) 2016 QG6
- (605603) 2016 QW6
- (605604) 2016 QF8
- (605605) 2016 QU8
- (605606) 2016 QC9
- (605607) 2016 QH9
- (605608) 2016 QK9
- (605609) 2016 QZ11
- (605610) 2016 QG23
- (605611) 2016 QL26
- (605612) 2016 QR26
- (605613) 2016 QH29
- (605614) 2016 QQ29
- (605615) 2016 QV30
- (605616) 2016 QF32
- (605617) 2016 QR33
- (605618) 2016 QF34
- (605619) 2016 QC35
- (605620) 2016 QP36
- (605621) 2016 QB38
- (605622) 2016 QK38
- (605623) 2016 QK39
- (605624) 2016 QG40
- (605625) 2016 QR42
- (605626) 2016 QN43
- (605627) 2016 QT43
- (605628) 2016 QY43
- (605629) 2016 QQ47
- (605630) 2016 QN49
- (605631) 2016 QW51
- (605632) 2016 QB52
- (605633) 2016 QR57
- (605634) 2016 QD60
- (605635) 2016 QZ60
- (605636) 2016 QR62
- (605637) 2016 QG66
- (605638) 2016 QE67
- (605639) 2016 QL67
- (605640) 2016 QV67
- (605641) 2016 QK70
- (605642) 2016 QF72
- (605643) 2016 QJ72
- (605644) 2016 QA73
- (605645) 2016 QS73
- (605646) 2016 QB77
- (605647) 2016 QG77
- (605648) 2016 QX77
- (605649) 2016 QB79
- (605650) 2016 QM80
- (605651) 2016 QR81
- (605652) 2016 QY82
- (605653) 2016 QM86
- (605654) 2016 QX86
- (605655) 2016 QD91
- (605656) 2016 QF94
- (605657) 2016 QH94
- (605658) 2016 QG95
- (605659) 2016 QV105
- (605660) 2016 QB115
- (605661) 2016 QG121
- (605662) 2016 QF124
- (605663) 2016 QT134
- (605664) 2016 RF2
- (605665) 2016 RR3
- (605666) 2016 RH4
- (605667) 2016 RW5
- (605668) 2016 RH6
- (605669) 2016 RP8
- (605670) 2016 RF10
- (605671) 2016 RN13
- (605672) 2016 RV18
- (605673) 2016 RH19
- (605674) 2016 RO23
- (605675) 2016 RH25
- (605676) 2016 RU26
- (605677) 2016 RX27
- (605678) 2016 RS29
- (605679) 2016 RJ31
- (605680) 2016 RY31
- (605681) 2016 RK32
- (605682) 2016 RD35
- (605683) 2016 RP36
- (605684) 2016 RE38
- (605685) 2016 RE43
- (605686) 2016 RA44
- (605687) 2016 RE45
- (605688) 2016 RQ45
- (605689) 2016 RE59
- (605690) 2016 RD60
- (605691) 2016 RO63
- (605692) 2016 SF4
- (605693) 2016 ST4
- (605694) 2016 SZ9
- (605695) 2016 SZ11
- (605696) 2016 SJ13
- (605697) 2016 ST15
- (605698) 2016 SV17
- (605699) 2016 SP18
- (605700) 2016 SR18
- (605701) 2016 SL22
- (605702) 2016 SO22
- (605703) 2016 SK25
- (605704) 2016 SF26
- (605705) 2016 ST27
- (605706) 2016 SB29
- (605707) 2016 SO29
- (605708) 2016 SC31
- (605709) 2016 SN33
- (605710) 2016 SP34
- (605711) 2016 SQ39
- (605712) 2016 SU39
- (605713) 2016 SL40
- (605714) 2016 SV41
- (605715) 2016 SO43
- (605716) 2016 SP50
- (605717) 2016 SQ51
- (605718) 2016 SG54
- (605719) 2016 SH55
- (605720) 2016 SP64
- (605721) 2016 SP73
- (605722) 2016 SH74
- (605723) 2016 SK74
- (605724) 2016 SE75
- (605725) 2016 SM77
- (605726) 2016 SK81
- (605727) 2016 SY84
- (605728) 2016 SA87
- (605729) 2016 SJ101
- (605730) 2016 SR104
- (605731) 2016 SH105
- (605732) 2016 TQ1
- (605733) 2016 TV1
- (605734) 2016 TE13
- (605735) 2016 TM14
- (605736) 2016 TC15
- (605737) 2016 TE15
- (605738) 2016 TQ15
- (605739) 2016 TT17
- (605740) 2016 TS20
- (605741) 2016 TL21
- (605742) 2016 TN22
- (605743) 2016 TH24
- (605744) 2016 TQ24
- (605745) 2016 TE25
- (605746) 2016 TD26
- (605747) 2016 TR28
- (605748) 2016 TD33
- (605749) 2016 TQ33
- (605750) 2016 TE37
- (605751) 2016 TP37
- (605752) 2016 TN38
- (605753) 2016 TR39
- (605754) 2016 TE41
- (605755) 2016 TL42
- (605756) 2016 TC43
- (605757) 2016 TL50
- (605758) 2016 TQ50
- (605759) 2016 TG51
- (605760) 2016 TR57
- (605761) 2016 TR58
- (605762) 2016 TF59
- (605763) 2016 TG59
- (605764) 2016 TF62
- (605765) 2016 TT64
- (605766) 2016 TU66
- (605767) 2016 TD69
- (605768) 2016 TA70
- (605769) 2016 TY70
- (605770) 2016 TW71
- (605771) 2016 TD75
- (605772) 2016 TJ75
- (605773) 2016 TN75
- (605774) 2016 TL77
- (605775) 2016 TG78
- (605776) 2016 TY78
- (605777) 2016 TD81
- (605778) 2016 TU82
- (605779) 2016 TL88
- (605780) 2016 TG96
- (605781) 2016 TZ99
- (605782) 2016 TQ100
- (605783) 2016 TD102
- (605784) 2016 TK115
- (605785) 2016 TD120
- (605786) 2016 TP123
- (605787) 2016 TA125
- (605788) 2016 TT129
- (605789) 2016 TP141
- (605790) 2016 TB152
- (605791) 2016 TE164
- (605792) 2016 UE3
- (605793) 2016 UE4
- (605794) 2016 UO4
- (605795) 2016 UG11
- (605796) 2016 UE15
- (605797) 2016 UX16
- (605798) 2016 UB19
- (605799) 2016 UF19
- (605800) 2016 UG19
- (605801) 2016 UO23
- (605802) 2016 UZ29
- (605803) 2016 UQ30
- (605804) 2016 UY32
- (605805) 2016 UD33
- (605806) 2016 UQ33
- (605807) 2016 UC35
- (605808) 2016 UC37
- (605809) 2016 UJ41
- (605810) 2016 UX46
- (605811) 2016 UH50
- (605812) 2016 US51
- (605813) 2016 UJ53
- (605814) 2016 UX56
- (605815) 2016 UU60
- (605816) 2016 UG61
- (605817) 2016 UH61
- (605818) 2016 UA63
- (605819) 2016 UE63
- (605820) 2016 UU63
- (605821) 2016 UZ67
- (605822) 2016 UG68
- (605823) 2016 UE71
- (605824) 2016 US79
- (605825) 2016 UA85
- (605826) 2016 UX85
- (605827) 2016 UR89
- (605828) 2016 UD91
- (605829) 2016 UG91
- (605830) 2016 UP91
- (605831) 2016 UD92
- (605832) 2016 UJ93
- (605833) 2016 UV93
- (605834) 2016 UO95
- (605835) 2016 UU100
- (605836) 2016 UE102
- (605837) 2016 UM102
- (605838) 2016 UZ109
- (605839) 2016 UN110
- (605840) 2016 UD112
- (605841) 2016 UV113
- (605842) 2016 UX113
- (605843) 2016 UF119
- (605844) 2016 UM119
- (605845) 2016 UO119
- (605846) 2016 UE123
- (605847) 2016 UF123
- (605848) 2016 UP123
- (605849) 2016 UQ130
- (605850) 2016 UY132
- (605851) 2016 UE137
- (605852) 2016 US139
- (605853) 2016 UW140
- (605854) 2016 UJ141
- (605855) 2016 UQ143
- (605856) 2016 UV143
- (605857) 2016 UY143
- (605858) 2016 UF145
- (605859) 2016 UW146
- (605860) 2016 UK149
- (605861) 2016 UO149
- (605862) 2016 UJ150
- (605863) 2016 UD162
- (605864) 2016 US172
- (605865) 2016 UU247
- (605866) 2016 UV247
- (605867) 2016 VB3
- (605868) 2016 VX6
- (605869) 2016 VL8
- (605870) 2016 VE9
- (605871) 2016 VK12
- (605872) 2016 VF13
- (605873) 2016 VS14
- (605874) 2016 VV16
- (605875) 2016 VW20
- (605876) 2016 VR21
- (605877) 2016 VB22
- (605878) 2016 VJ24
- (605879) 2016 VT27
- (605880) 2016 VO39
- (605881) 2016 VY46
- (605882) 2016 VN51
- (605883) 2016 WS12
- (605884) 2016 WF13
- (605885) 2016 WQ15
- (605886) 2016 WX16
- (605887) 2016 WC17
- (605888) 2016 WR18
- (605889) 2016 WY22
- (605890) 2016 WS25
- (605891) 2016 WC26
- (605892) 2016 WY26
- (605893) 2016 WS30
- (605894) 2016 WS31
- (605895) 2016 WX34
- (605896) 2016 WJ40
- (605897) 2016 WX42
- (605898) 2016 WM46
- (605899) 2016 WY50
- (605900) 2016 WG52
- (605901) Montághimre
- (605902) 2016 WE54
- (605903) 2016 WQ54
- (605904) 2016 WX55
- (605905) 2016 WC57
- (605906) 2016 WK62
- (605907) 2016 WJ64
- (605908) 2016 WN67
- (605909) 2016 XU
- (605910) 2016 XB1
- (605911) Cecily
- (605912) 2016 XA4
- (605913) 2016 XX6
- (605914) 2016 XS8
- (605915) 2016 XX10
- (605916) 2016 XD13
- (605917) 2016 XU13
- (605918) 2016 XK14
- (605919) 2016 XF15
- (605920) 2016 XG15
- (605921) 2016 XU16
- (605922) 2016 XX16
- (605923) 2016 XE17
- (605924) 2016 XM17
- (605925) 2016 XO18
- (605926) 2016 XZ21
- (605927) 2016 XK23
- (605928) 2016 XK26
- (605929) 2016 XM26
- (605930) 2016 XP27
- (605931) 2016 XS27
- (605932) 2016 XH29
- (605933) 2016 XG30
- (605934) 2016 YM8
- (605935) 2016 YR10
- (605936) 2016 YT13
- (605937) 2016 YO14
- (605938) 2016 YX17
- (605939) 2016 YF19
- (605940) 2017 AM8
- (605941) 2017 AT11
- (605942) 2017 AC13
- (605943) 2017 AM15
- (605944) 2017 AV17
- (605945) 2017 AL23
- (605946) 2017 AU33
- (605947) 2017 AH35
- (605948) 2017 AE36
- (605949) 2017 AZ38
- (605950) 2017 BY1
- (605951) 2017 BV3
- (605952) 2017 BO4
- (605953) 2017 BY10
- (605954) 2017 BS18
- (605955) 2017 BU21
- (605956) 2017 BS28
- (605957) 2017 BX29
- (605958) 2017 BH35
- (605959) 2017 BU38
- (605960) 2017 BE44
- (605961) 2017 BR50
- (605962) 2017 BH55
- (605963) 2017 BF65
- (605964) 2017 BY69
- (605965) 2017 BU70
- (605966) 2017 BO74
- (605967) 2017 BZ77
- (605968) 2017 BF83
- (605969) 2017 BO84
- (605970) 2017 BA85
- (605971) 2017 BQ86
- (605972) 2017 BL91
- (605973) 2017 BE95
- (605974) 2017 BH102
- (605975) 2017 BO104
- (605976) 2017 BP108
- (605977) 2017 BA111
- (605978) 2017 BG115
- (605979) 2017 BX115
- (605980) 2017 BY125
- (605981) 2017 BT130
- (605982) 2017 BJ131
- (605983) 2017 BF132
- (605984) 2017 BS132
- (605985) 2017 BA133
- (605986) 2017 BP137
- (605987) 2017 BT139
- (605988) 2017 BL142
- (605989) 2017 BH150
- (605990) 2017 BZ156
- (605991) 2017 BP160
- (605992) 2017 BK165
- (605993) 2017 BZ167
- (605994) 2017 BC171
- (605995) 2017 CQ2
- (605996) 2017 CH3
- (605997) 2017 CW3
- (605998) 2017 CC18
- (605999) 2017 CT20
- (606000) 2017 CC23